# Eupithecia pengata
Eupithecia pengata är en fjärilsart som beskrevs av Schütze 1961. Eupithecia pengata ingår i släktet Eupithecia och familjen mätare. Inga underarter finns listade i Catalogue of Life.